# Farafina
Farafina est un groupe musical burkinabé fondé en 1978.

## Histoire
Farafina a été fondé par le balafoniste Mahama Konaté à Bobo-Dioulasso. Il est désormais dirigé par Souleymane Sanou dit 'Mani' qui conduit le groupe à travers le monde, multipliant les collaborations prestigieuses. Le groupe a été invité par les Rolling Stones à participer à l'enregistrement de Continental Drift ; ils ont aussi enregistré Flash of the Spirit avec Jon Hassell en 1987, ou encore Beauty, avec Ryuichi Sakamoto, en 1989. En 1988, Farafina fait l'ouverture du concert en l'hommage à Nelson Mandela à Wembley.

## Membres
Depuis la création de Farafina, au début des années 1980, ce sont 4 générations de musiciens qui se sont relayés au sein du groupe. Les plus anciens membres du groupe, présents depuis l'origine sont :
- Souleymane Sanou, doundoumba, kora, chekere et danse[1]
- Soungalo Coulibaly, flûte bara et chœurs[1]

En 2013, les autres membres sont :
- Fatoumata Dembele, chant;
- Moussa Sanou, kora, tama et chant
- Seydou Dembele, djembe, doundoum, bara, balafon et chœurs
- Salif Ouattara, djembé
- Lamoussa Sanou, doundoum, bara et balafon
- Boakary Dembele, djembe, doundoum, bara et balafon

- Sibiri Sanou, balafon, doundoum, djembe et bara

## Discographie

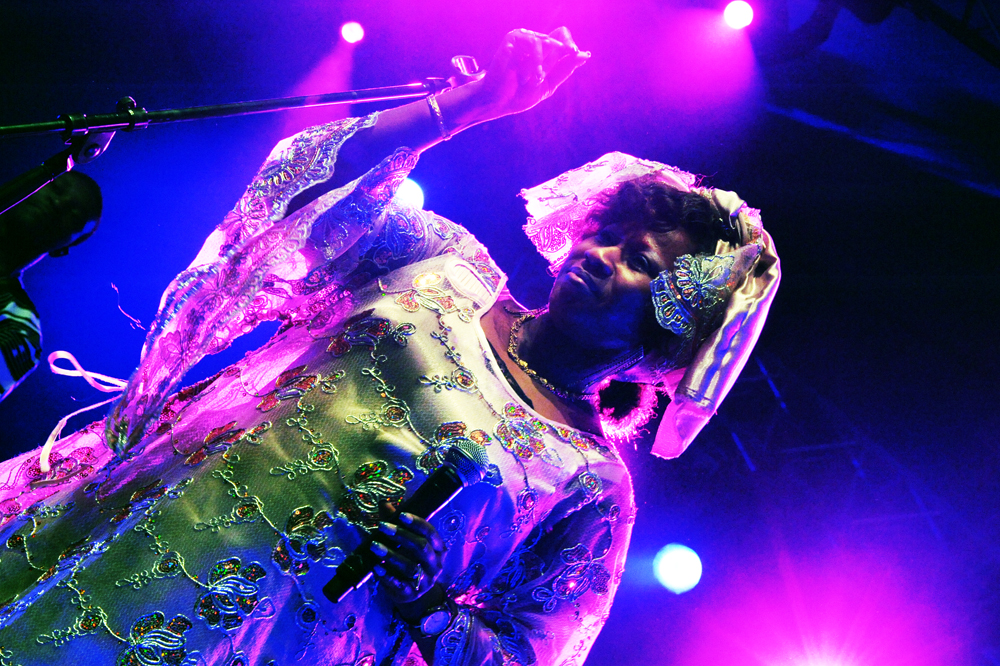
À Varsovie, septembre 2009

### Albums
| Disques                                                                | Année |
| ---------------------------------------------------------------------- | ----- |
| Bolomakote (VeraBRA/Intuition 26,)                                     | 1989  |
| Farafina Live At Montreux Jazz Festival (Artways Productions ART 2929) | 1985  |
| Faso Denou (Realworld CDRW ,)                                          | 1993  |
| Nemako (Intuition Music INT 3241-2)                                    | 1998  |
| Kanou (L'Empreinte Digitale ED 13134)                                  | 2002  |

### Collaboration
- Flash of the Spirit (Intuition Music & Media INT 3009-2, 1988). Produced by Brian Eno & Daniel Lanois. Enregistré à New-York après une série de 5 concerts en Europe avec Jon Hassel.
- Beauty (CDVUS 14, 1989) Collaboration with Ryuichi Sakamoto enregistrement de 3 titres.
- Steel Wheels (Rolling Stones Records 4657522, 1989). Les Rolling Stones invitent Farafina à participer à l'enregistrement de Continental Drift.